# Everybody Jam!
Everybody Jam! ist ein Album von Scatman John aus dem Jahre 1996. Es erschien ein Jahr nach seinem Debütalbum Scatman’s World. Das Album führt die Thematik von "Scatman’s World" mit einem weiter entwickelten Stil fort. Damit gelang es ihm auch, seine Bekanntheit in Japan zu sichern, dort erschienen auf dem Album fünf Bonustracks.
Das Album an sich enthält zwei Single-Auskoppelungen: "Everybody Jam!", eine Würdigung für Louis Armstrong und "Let It Go". Keine der beiden Singles konnte an den internationalen Erfolg von "Scatman (Ski-Ba-Bop-Ba-Dop-Bop)" anschließen, dennoch starteten in Japan die beiden Singles "Pripri Scat" und "Su Su Su Super Kirei" dort erfolgreich. "The Invisible Man" ist eine Coverversion des Queen-Songs, Scatman fügte einige Elemente ein, die im Original fehlen. Der wohl bekannteste Song aus dem Album ist "U-Turn", es ist eine umgearbeitete Version von "Hey You".
Das Album erreichte in Japan Platz 17 der Charts und hielt sich 9 Wochen in den Top 40, jedoch wurden nur weniger als 100.000 Kopien verkauft.

## Titelliste
1. Stop the Rain – 4:06
2. Everybody Jam! – 3:31
3. The Invisible Man – 3:26
4. Let It Go – 3:47
5. Message to You – 3:36
6. (I Want To) Be Someone – 3:17
7. Scatmusic – 3:57
8. Shut Your Mouth and Open Your Mind – 3:54
9. (We Got To Learn To) Live Together – 3:52
10. Ballad of Love – 3:42
11. People of the Generation – 3:44
12. Lebanon – 3:34
13. U-Turn – 3:47
14. Everybody Jam! [Club Jam] – 5:41

Japanische Bonustracks:
1. Paa Pee Poo Pae Po – 3:50
2. I’m Free – 3:37
3. Jazzology – 3:53
4. Pripri Scat [Radio Edit] – 3:16
5. Su Su Su Super Kirei [Radio Edit] – 3:56